# Grigore Grădișteanu
Grigore Grădișteanu (n. 14 septembrie 1816, București – d. 28 februarie 1892, București) a fost un academician român, traducător, om politic, membru de onoare (1879) al Academiei Române.
Grigore Grădișteanu a urmat cursurile Colegiului "Sf. Sava". În 1835, a devenit inginer topograf, iar după 1840 a ajuns "cap de masă" (mare logofăt) la Cancelaria Domnească. A fost unul dintre tinerii intelectuali grupați în jurul lui Ion Heliade-Rădulescu și care au participat la inițiativele culturale ale acestuia. A participat la Revoluția de la 1848 din Țara Românească, fiind numit de guvernul provizoriu director în Ministerul din Lăuntru. După înfrângerea revoluției, a emigrat în Franța, rămânând în exil la Paris până în 1958. Întors în țară, a luat parte la viața politică, militând activ pentru Unirea Principatelor Române și pentru desăvârșirea actului de la 24 ianuarie 1859. I-au fost atribuite câteva însemnări interesante din zilele Revoluției de la 1848, apărute în anul 1880, în periodicul "Amicul familiei", sub titlul "România în anul 1848. Amintiri și episoade de călătorie". Pe 30 iunie 1879, a fost ales membru de onoare al Academiei Române. A încetat din viață pe 28 februarie 1892, la București.